# 조지프 라이언스
조지프 앨로이시어스 라이언스(영어: Joseph Aloysius Lyons, 1879년 9월 15일 ~ 1939년 4월 7일)는 오스트레일리아의 정치인으로, 1932년부터 1939년까지 오스트레일리아의 총리를 지냈다.

## 생애
1879년 9월 15일 태어났다. 1923년부터 1928년까지 태즈메이니아주 주지사를 지냈다. 연합오스트레일리아당이 1931년 총선에서 승리하자 1932년 1월 6일 총리에 취임했다. 총리로 재임중이던 1939년 4월 7일, 갑작스런 심장마비로 사망하였다.

## 역대 선거 결과
| 선거명      | 직책명                   | 대수 | 정당                  | 득표율 | 득표수   | 결과 | 당락                 |
| ----------- | ------------------------ | ---- | --------------------- | ------ | -------- | ---- | -------------------- |
| 1929년 선거 | 하원의원 (윌모트 선거구) | 12대 | 오스트레일리아 노동당 | 52.9%  | 10,697표 | 1위  | 윌모트 하원의원 당선 |
| 1931년 선거 | 하원의원 (윌모트 선거구) | 13대 | 통합 오스트레일리아당 | 60.2%  | 12,622표 | 1위  | 윌모트 하원의원 당선 |
| 1934년 선거 | 하원의원 (윌모트 선거구) | 14대 | 통합 오스트레일리아당 | 57.5%  | 12,924표 | 1위  | 윌모트 하원의원 당선 |
| 1937년 선거 | 하원의원 (윌모트 선거구) | 15대 | 통합 오스트레일리아당 | 53.2%  | 12,365표 | 1위  | 윌모트 하원의원 당선 |

## 같이 보기
- 오스트레일리아의 총리 목록